# Leave in Silence
A Leave in Silence című dal az angol Depeche Mode  1982. augusztus 16-án megjelent harmadik kimásolt kislemeze a A Broken Frame című stúdióalbumról. A dalt a Blackwig stúdióban rögzítették, és ez a dal lett a csapat ötödik Top 20-as slágere a brit slágerlistán, mely a 18. helyen érte el a csúcsot. Ez volt az első Depeche Mode kislemez az Egyesült Királyságban, amely a "Bong" katalógusrendszert használta, melyet a 2013-ban megjelent "Heaven" című dal megjelenéséig használtak. A dalnak három változata jelent meg 7", illetve 12"-es kislemezeken, míg a 4:51-es változat a stúdióalbumra került fel.
A dalhoz készült klipet Julien Temple rendezte, ahol a zenekar egy futószalagon lévő dolgokat tör össze, miközben arcfestéket viselnek. A zenekarnak nem tetszett a videó, így nem került fel a Some Great Videos VHS válogatásra.

## Számlista
7": Mute / 7Bong1 (Egyesült Királyság)
1. "Leave in Silence" – 4:00
2. "Excerpt From: My Secret Garden" – 3:16

12": Mute / 12Bong1 (Egyesült Királyság)
1. "Leave in Silence (Longer)" – 6:32
2. "Further Excerpts From: My Secret Garden" – 4:23
3. "Leave in Silence (Quieter)" – 3:42

CD: Mute / CDBong1 (Egyesült Királyság)1
1. "Leave in Silence" – 4:00
2. "Excerpt From: My Secret Garden" – 3:16
3. "Leave in Silence (Longer)" – 6:32
4. "Further Excerpts From: My Secret Garden" – 4:23
5. "Leave in Silence (Quieter)" – 3:42

CD: Sire / 40294-2 (Egyesült Államok)1
1. "Leave in Silence" – 4:00
2. "Excerpt From: My Secret Garden" – 3:16
3. "Leave in Silence (Longer)" – 6:32
4. "Further Excerpts From: My Secret Garden" – 4:23
5. "Leave in Silence (Quieter)" – 3:42

Megjegyzés
- 1: 1991 CD megjelenés
- Minden dalt Martin Gore írt.

## Slágerlista
| Slágerlista (1982)                          | Legmagasabb helyezés |
| ------------------------------------------- | -------------------- |
| Írország (IRMA)                             | 13                   |
| Svédország (Sverigetopplistan)              | 17                   |
| Egyesült Királyság (UK Singles Chart)       | 18                   |
| UK Indie (MRIB)                             | 1                    |
| Nyugat-Németország (Official German Charts) | 58                   |

## Külső hivatkozások
- Single information from the official Depeche Mode web site
- AllMusic review